# Ássiros
Ássiros, en grec moderne : Άσσηρος, est un village et un ancien dème du district régional de Thessalonique, en Macédoine-Centrale, Grèce. Depuis 2010, il est fusionné au sein du dème de Langadás.
Selon le recensement de 2011, la population du dème s'élève à 3 638 habitants tandis que celle du village compte 1 975 habitants.